# フラッタ・ポレージネ
フラッタ・ポレージネ（伊: Fratta Polesine）は、イタリア共和国ヴェネト州ロヴィーゴ県にある、人口約2,400人の基礎自治体（コムーネ）。

## 地理

### 位置・広がり

#### 隣接コムーネ
隣接するコムーネは以下の通り。
- コスタ・ディ・ロヴィーゴ
- レンディナーラ
- ピンカーラ
- サン・ベッリーノ
- ヴィッラマルツァーナ
- ヴィッラノーヴァ・デル・ゲッボ

### 気候分類・地震分類
フラッタ・ポレージネにおけるイタリアの気候分類 (it) および度日は、zona E, 2410 GGである。
また、イタリアの地震リスク階級 (it) では、zona 3 (sismicità bassa) に分類される。

## 人物

### 著名な出身者
- ジャコモ・マッテオッティ - 20世紀前半の社会主義者。